# Carissa Véliz
Carissa Véliz  es una filósofa hispano-mexicana-británica. Es profesora asociada de filosofía y ética en la Universidad de Oxford.

## Biografía
Carissa Véliz estudió el Grado en Filosofía en la Universidad de Salamanca. Después cursó un máster en filosofía en la CUNY Graduate Center. Se doctoró en filosofía en la Universidad de Oxford.
Desde septiembre de 2020 es profesora asociada de filosofía y ética en la Universidad de Oxford (Facultad de Filosofía) e investigadora de ética y filosofía. Su trabajo se desarrolla especialmente en privacidad, ética de la inteligencia artificial, filosofía aplicada, ética y filosofía política. También colabora con El País.
Es autora del libro Privacidad es poder.